# Neuenkirchen-Vörden
Neuenkirchen-Vörden est une commune d'Allemagne, dans l'arrondissement de Vechta en Basse-Saxe.

## Histoire
Neuenkirchen-Vörden a probablement été fondée au XIe.